# Лопес, Леобардо
Леобардо Лопес Гарсия (исп. Leobardo López García; родился 4 сентября 1983 года в Мичоакан, Мексика) — мексиканский футболист, полузащитник клуба «Некакса» и сборной Мексики.

## Клубная карьера
Лопес начал карьеру выступая за клубы низших мексиканских дивизионов. В 2004 году он подписал контракт с клубом «Леон». После окончания сезона он недолго выступал за «Индиос». В 2006 году он перешёл в «Пачуку», в составе которого он выиграл Клаусуру 2007, а также дважды Лигу чемпионов КОНКАКАФ, Североамериканскую суперлигу и Южноамериканский кубок.
В 2012 году Леобардо перешёл в «Монтеррей». 6 января в поединке против «Америки» он дебютировал за новый клуб. 27 января в матче против «Сан-Луиса» Лопес забил свой первый гол за «Монтеррей».
Летом 2014 года Леобардо перешёл в «Веракрус». 20 июля в матче против «Сантос Лагуна» он дебютировал за новую команду. 21 марта 2015 года в поединке против столичной «Америки» Лопес забил свой первый гол за «акул».
Летом 2017 года Леобардо перешёл в «Селаю». 23 июля в матче против «Хуарес» он дебютировал в Лиге Ассенсо. 4 ноября в поединке против «Леонес Негрос» Лопес забил свой первый гол за «Селаю». Летом 2018 года Леобардо присоединился к «Некаксе». 23 июля в матче против «Америки» он дебютировал за новую команду.

## Международная карьера
17 апреля 2008 года в товарищеском матче против сборной Китая лопес дебютировал за сборную Мексики. 12 ноября того же года в поединке против Эквадора Леобардо забил дебютный гол за национальную команду. В 2013 году Лопес принял участие в Золотом кубке КОНКАКАФ. На турнире он был запасным футболистом и не сыграл ни минуты.

### Голы Лопеса за сборную Мексики
| #  | Дата           | Место       | Противник | Счёт | Соревнование      |
| -- | -------------- | ----------- | --------- | ---- | ----------------- |
| 1. | 12 ноября 2008 | Финикс, США | Эквадор   | 2:1  | Товарищеский матч |

## Достижения
Командные
 «Пачука»
- Чемпионат Мексики по футболу — Клаусура 2007
- Североамериканская суперлига — 2007
- Обладатель Южноамериканского кубка — 2006
- Обладатель Кубка чемпионов КОНАКАФ — 2007
- Обладатель Кубка чемпионов КОНАКАФ — 2008